# Drejning af en "Abraham"
|  | Denne artikel er oprettet af botten Steenthbot ud fra en ekstern database. Den kan derfor have sproglige fejl eller mangler. Denne skabelon kan fjernes efter kontrol af indholdet. |

Drejning af en "Abraham" er en dansk dokumentarisk optagelse fra 1930.

## Handling
Pottemager drejer en lerdunk, en såkaldt "Abraham", og en "madspand" i Sundby på Mors, Nørreherred.